# 松寺千恵美
松寺 千恵美（まつてら ちえみ、1951年〈昭和26年〉6月4日 - ）は、日本の女優である。関西芸術座所属。
テレビドラマ（NHK大阪放送局制作）の「大阪ことば指導」にも数多く、携わってきている。
大阪府出身。身長153cm。

## 大阪ことば指導（NHK大阪）
- 連続テレビ小説
  - ええにょぼ（1993年）　　※方言指導
  - ふたりっ子（1996年）
  - やんちゃくれ（1998年）
  - てるてる家族（2003年）　　※※出演も
  - 芋たこなんきん（2006年）　　※※出演も
  - ちりとてちん（2007年）
  - あさが来た（2015年）
- ドラマ新銀河　この指とまれ!!（1995年）
- オアシス（2000年1月10日）　　※関西ことば指導
- 笹沢左保サスペンス 危険な協奏曲（2000年1月27日、BS2衛星ドラマ劇場）　　※神戸ことば指導
- 月曜ドラマシリーズ　悪意（2001年）
- ドラマDモード　グッド★コンビネーション（2001年）

## 出演

### テレビドラマ

#### NHK
- 連続テレビ小説
  - いちばん太鼓（1985年）梅中軒花遊 役
  - ぴあの（1994年）
  - 走らんか!（1995年）
  - あすか（1999年）
  - てるてる家族（2003年）
  - 芋たこなんきん（2006年） - 轟若子 役
  - てっぱん（2010年）
  - カーネーション（2011年）
  - ごちそうさん（2013年）
  - マッサン（2014年）
  - まんぷく（2018年）
- 銀河テレビ小説　悲しみだけが夢を見る（1988年）
- 土曜ドラマ
  - 新王将（1992年5月16日）
  - 生前予約 現代葬儀事情（1997年11月15日）
- よるドラ　かるたクイーン（2003年）
- かんさい特集　やさしい花（2011年9月16日）
- ドラマ10
  - フェイク 京都美術事件絵巻（2011年）
  - タイトロープの女（2012年）
- プレミアムドラマ（BSプレミアム）
  - 贋作 男はつらいよ（2020年） ‐ 車つね（おばちゃん） 役

#### 毎日放送
- 毎日放送開局45周年番組　心の残像 関西戦後50年の風景 手塚ワールドの故郷・宝塚（1995年5月14日）

#### 関西テレビ
- 青春INGS ゆう子とヘレン（1982年）

### 映画
- 岸和田少年愚連隊
- 美味しんぼ
- あかりの里（2006年）
- 大和川慕情（2009年）

### 劇場アニメ
- ホーホケキョ となりの山田くん（1999年）
- ジョゼと虎と魚たち（2020年、山村チヅ[2]）